# Raymond Hild
Raymond Hild (* 4. Dezember 1932 in Weyersheim; † 26. März 2014) war ein französischer Fußballspieler, -trainer und -funktionär.

## Sportlicher Werdegang
Hild begann mit dem Fußballspielen in seinem Heimatort bei der SS Weyersheim. 1951 wechselte er vom Straßburger Vorort zu RC Straßburg in die Division 1. Am Ende seiner ersten Saison beim neuen Klub stand einerseits der Zweitligaabstieg, jedoch auch der Gewinn des elsässischen Pokals. Nach dem direkten Wiederaufstieg aus der Division 2 stand er noch bis 1956 im Kader von RC Straßburg, anschließend wechselte er ins Amateurlager. Zunächst spielte er eine Saison für den FC Bischwiller im seinerzeit drittklassigen CFA, ehe er sich dem FC Wittisheim anschloss. Mit dem Amateurklub stieg er drei Mal in Folge auf und erreichte 1960 ebenfalls den CFA. 1962 wechselte er zum Viertligaaufsteiger AS Mutzig, mit dem er ebenfalls in die höchste landesweite Amateurklasse aufstieg.
1966 beendete Hild seine aktive Laufbahn und wechselte bei der AS Mutzig auf die Trainerbank. 1970 qualifizierte sich das Team rund um Libero Arsène Wenger unter seiner Leitung für die neu gegründete „Division 3“, die nunmehr höchste Amateurliga. 1971 gewann er durch einen 4:0-Endspielsieg über den FC Strasbourg-Koenigshoffen 06 den elsässischen Pokal. Zudem erreichte die AS Mutzig 1973 das Sechzehntelfinale im Landespokal, in dem sie mit einer 0:1-Niederlage gegen Stade Reims ausschied. 1974 übernahm Hild das Training beim unterklassigen Straßburger Amateurverein AS Pierrots Vauban, für den unter anderem der ehemalige französische Nationalspieler Gérard Hausser und Arsène Wenger aufliefen. Ab 1977 trainierte er kurzzeitig den Zweitligisten FC Haguenau, mit dem Liganeuling stieg er jedoch direkt wieder in den Amateurbereich ab.
1978 holte Gilbert Gress Hild zurück zu RC Straßburg, wo er die Leitung der Nachwuchsabteilung übernahm. Nach Gress' Entlassung im September 1980 übernahm er den Cheftrainerposten. Mit der Mannschaft wurde er in der Meisterschaft Siebter, im Pokalwettbewerb erreichte er 1981 das Halbfinale. Im November 1981 wurde er durch Roger Lemerre ersetzt und kehrte wieder an den Kopf der Nachwuchsabteilung zurück, während „Ziehsohn“ Wenger – dieser war ihm 1978 von Pierrots Vauban zu RC Straßburg gefolgt und damit im Alter von 28 Jahren Berufsfußballer geworden – auf seine Empfehlung die Reservemannschaft übernahm.
1984 wechselte Hild als Funktionär zum Zweitligisten FC Mulhouse. Mit Trainer Georges Prost stieg der Klub 1989 in die Division 1 auf. Nach dem direkten Wiederabstieg kam es jedoch zum Zerwürfnis innerhalb der sportlichen Leitung, woraufhin Hild als Sportdirektor erneut bei RC Straßburg anheuerte. 1997 trat er aus Altersgründen von seinem Amt zurück, mit dem Gewinn der Coupe de la Ligue verabschiedete er sich in den Ruhestand.